# Sunrise Adams
Cassie Dale Huggins (14 de setembro, 1982) é uma atriz pornô estadunidense.

## Biografia
Adams nasceu em St. Louis, Missouri, e foi criada na zona rural do Leste do Texas. "Eu cresci em Pickton, Texas, população de 90 pessoas, sem telefone, um único canal de TV". Adams se identifica como uma caipira[carece de fontes?] "curiosa e selvagem", reafirmando isto na 6ª série: ela tatuou "horny" no seus dedos, usando uma agulha de costura e tinta de caneta[carece de fontes?]. Adams teve seu primeiro relacionamento sexual aos 14 anos[carece de fontes?].
No colegial, ela era bastante atlética e jogava basquete e futebol americano[carece de fontes?]. Ela é, até agora, a única garota a jogar futebol americano no time júnior e profissional do distrito educacional de Como-Pickton[carece de fontes?]. Aos 16, Adams se matriculou numa escola mais próxima para completar seus estudos[carece de fontes?].

## Cinema pornô
Aos 18 anos, Sunrise Adams trabalhava em um cinema drive-in. Sua tia Sunset Thomas, uma atriz pornográfica, veio visitá-la e a convenceu que a indústria pornô poderia ser uma boa forma de adquirir dinheiro e fama[carece de fontes?]. Sugeriu ainda que Adams adotasse um nome parecido com o dela.
Assim, Sunrise deixou o Texas e se mudou para Los Angeles e começou sua carreira como atriz pornô. Em 8 de janeiro de 2001, ela estreou no filme 'More Dirty Debutantes 186', do produtor Ed Powers[carece de fontes?].
Como muitas jovens atrizes, Sunrise foi encorajada a experimentar práticas que nunca havia feito antes. Sua primeira experiência lésbica foi com a atriz Cherry Rain em Cockless 3 no ano de 2001. Sunrise também praticou sexo anal logo em seus primeiros filmes. Em Initiations 8 (também de 2001), do produtor Vince Voyeur, o sexo anal foi tão violento que machucou seu ânus, necessitando de algum tempo para se recuperar[carece de fontes?]. Após esse fato, ela recusa tal prática em seus filmes[carece de fontes?].
Tornou-se muito popular entre os fãs e assinou um contrato de dois anos com a produtora Vivid Entertainment em agosto de 2002, tornando-se oficialmente uma "Vivid Girl"[carece de fontes?]. Recebeu proposta de se tornar atriz exclusiva dessa empresa mas recusou, preferindo continuar com um agente independente. Após intervenção do presidente e fundador da 'Vivid', Steve Hirsch, ela acabou aceitando a proposta. O contrato foi firmado e Sunrise deveria aparecer em pelo menos 8 filmes por ano.
Em 2 de agosto de 2004, Sunrise apareceu, juntamente com Savanna Samson, no programa "The O'Reilly Factor", da Fox News's, para promover o livro How to Have a XXX Sex Life.

## Possível aposentadoria
Em 2004, Sunrise renovou seu contrato com a 'Vivid' por mais 10 anos. Pouco depois, decidiu deixar a indústria de filmes pornográficos e começou a trabalhar na Countrywide Financial em Fort Worth, Texas. Em 5 de Novembro de 2006, anunciou que retornaria a fazer filmes.

## Outras aparições
- Está na capa do jogo Backyard Wrestling 2: There Goes the Neighborhood, lançado para Xbox e PlayStation 2.
- Fez ponta no filme de skate Grind.

## Livros
Sunrise também é citada em 2 livros:
- XXX: 30 Porn-Star Portraits, Bulfinch, (2004)
- How to Have a XXX Sex Life: The Ultimate Vivid Guide, Regan Books (2004)

Também é autora de
- The Lust Ranch (sem tradução para o português)

## Prêmios
- 2004 AVN Award for Best Oral Sex Scene (Film) - Heart of Darkness (com Randy Spears)